# Seri Kembang II
Seri Kembang II is een bestuurslaag in het regentschap Ogan Ilir van de provincie Zuid-Sumatra, Indonesië. Seri Kembang II telt 1517 inwoners (volkstelling 2010).